# Jacob Jordan (père)
Pour les articles homonymes, voir Jacob Jordan et Jordan.
Jacob Jordan (19 septembre 1741 - 23 février 1796) est un homme politique canadien. Il était le député d'Effingham de 1792 à 1796 à la chambre d'assemblée du Bas-Canada pour le parti bureaucrate. Il est le père de Jacob Jordan, qui a représenté Effingham en Assemblée législative de 1796 à 1800.